# Громадська організація "Ліга інтернів"
Громадська організація «Ліга інтернів» (Ліга інтернів) — добровільне об'єднання випускників Програми стажування у Верховній Раді України, центральних органах виконавчої влади та місцевого самоврядування.
У перші роки існування основною метою діяльності організації став розвиток Програми стажування, налагодження співпраці та підтримка зв’язків між її випускниками.
ГО "Ліга інтернів" є важливим соціальним ліфтом, який допомагає молоді отримати безцінний досвід державного управління

## Історія
Програма стажування молоді у Верховній Раді України була заснована за спільної ініціативи Асоціації колишніх членів Конгресу США і Верховної Ради України у липні 1995 року. У перший рік існування Програми не було встановлено жодних вікових обмежень для учасників. Найстаршій учасниці першої програми стажування було 36 років (1959 р.н.), а наймолодшому учаснику — лише 19 років (1976 р.н.). 
З листопада 2000 року адміністрування Програми стажування перейшло до Програми сприяння Парламенту України університету Індіани, а з вересня 2008 року – до Програми розвитку законотворчої політики, Програми сприяння Парламенту України ІІ (ПСП ІІ), яка здійснюється університетом штату Огайо. 
У 2008–2013 рр. Програма сприяння Парламенту України ІІ розширила діяльність Програми стажування на Секретаріат Президента України та деякі Міністерства України.
У квітні 2009 року було засновано громадську організацію «Ліга інтернів», до складу якої ввійшли випускники Програми стажування у Верховній Раді України та інших органах влади, основне завдання якої стало адміністрування Програми стажування, її розвиток, посилення співпраці між випускниками, створення інших можливостей для розвитку молоді.
З 2015 р. Програма стажування у Верховній Раді України реілізується спільно з Управлінням кадрів Апарату Верховної Ради України.
З 1995 по 2018 роки Програма підтримувалася Агентством США з міжнародного розвитку (USAID).
У 2021 році реалізацію Програми фінансово та експертно підтримувало Агентство США з міжнародного розвитку (USAID) в межах програми «РАДА: відповідальність, підзвітність, демократичне парламентське представництво» в рамках гранту МБО «Фонд Східна Європа». Цього ж року Програма офіційно відзначила 25-річчя від дня заснування і випустила документальний фільм про свою історію становлення.
У лютому 2022 року, у зв’язку з початком повномасштабного вторгнення Росії, реалізацію Програми стажування було призупинено на період дії воєнного стану. Після майже трирічної перерви, у листопаді 2024 року Апарат Верховної Ради України ухвалив рішення про відновлення Програми для учасників 27-го набору (2022 року). Урочиста церемонія вручення сертифікатів випускникам цього набору відбулася 3 квітня 2025 року.
У квітні 2025 року, відповідно до Меморандуму про співпрацю з Міністерством у справах ветеранів України, громадська організація «Ліга інтернів» оголосила конкурс на участь у Програмі стажування молоді, що триватиме з червня до грудня 2025 року.

## Мета
Основна мета діяльності ГО "Ліга інтернів" адміністрування Програми стажування:
- надання підтримки Верховній Раді України, органам виконавчої влади та місцевого самоврядування через залучення найкращих студентів та випускників вузів, ветеранів до роботи в їх структурних підрозділах;
- надання можливості молодим фахівцям долучитися до роботи у Верховній Раді України, органів місцевого самоврядування та  здобути практичний досвід у державотворчому процесі;
- сприяти прозорості діяльності Апарату Верховної Ради України, центральних органів виконавчої влади та місцевого самоврядування

ГО "Ліга інтернів" здійснює свою діяльність, керуючись принципами демократії та верховенства права, прозорості та чесності, політичної незаангажованості, відповідальності перед учасниками Програми та її партнерами.

## Конкурсний відбір
Конкурсний відбір на участь в стажуванні у Верховній Раді України, органах виконавчої влади та місцевого самоврядування оголошується наприкінці весни і триває близько шести місяців. 
До участі запрошуються кандидати, які повинні відповідати таким вимогам: 
- бути громадянином України і вільно володіти українською мовою;
- мати вищу освіти (принаймні ступінь бакалавра) та бути академічно успішним;
- володіти щонайменше однією іноземною мовою;
- мати досвід роботи з найпоширенішим програмним забезпеченням ПК: MS Word, MS Excel, MS Access, Internet Explorer / Mozilla Firefox тощо;
- мати активну політичну і громадську позицію;
- на момент подачі анкети вік не повинен перевищувати 35 років;
- не бути учасником Програми у минулому;
- не бути штатним/позаштатним помічником-консультантом народного депутата України або штатним/позаштатним працівником Апарату Верховної Ради України.

Відбірковий конкурс проходить у два етапи. На першому етапі претенденти на участь у стажування заповнюють аплікаційну форму, у якій зазначають основні відомості про себе, контактні дані, здобуту освіту, досвід роботи та громадської діяльності, публікації тощо, а також дають розгорнені відповіді на питання, що мають за мету познайомитися з аплікантом як особистістю. 
Другий етап відбору – індивідуальна співбесіда з Відбірковою комісією, до участі в якій запрошуються кандидати, аплікаційні форми яких набрали найвищий бал у першому етапі конкурсу. 
За результатами співбесіди до участі у стажуванні запрошуються найуспішніші кандидати.

## Форми стажування
Програма передбачає дві форми стажування: 
- повний день – повна зайнятість з 09:00 по 18:00;
- неповний день – зайнятість з 09:00 по 13:00 або з 14:00 по 18:00 на вибір.

Окрім того, інтерн кожної з форм стажування відвідує щотижневі навчальні заходи та заходи з розвитку потенціалу лідерства, які тривають один повний робочий день. 

### Стажування
Програма стажування у Верховній Раді України, центральних органах виконавчої влади та місцевого самоврядування включає чотири компоненти: стажування, навчання, розвиток лідерського потенціалу та дозвілля. 
Учасники Програми стажування (інтерни) протягом 6 місяців проходять стажування у підрозділах Верховної Ради України, центральних органів виконавчої влади та місцевого самоврядування.
Під час стажування на інтернів покладаються такі ж обов'язки, що й на державних службовців, постійних працівників підрозділів Верховної Ради України, центральних органів виконавчої влади та місцевого самоврядування.
Серед них:
- підготовка аналітичних записок для голови комітету, народних депутатів України, працівників комітетів та управлінь Апарату Верховної Ради України;
- складання коротких аналітичних записок із проблематики чинного законодавства;
- підготовка й оформлення проєктів законів до першого читання, а також порівняльних таблиць із пропозиціями до законопроєктів у другому і третьому читаннях;
- допомога працівникам підрозділу стажування у забезпеченні ефективної роботи, наприклад опрацювання листів і звернень громадян тощо;
- допомога в організації заходів підрозділу стажування (парламентські слухання, слухання у комітеті, виїзні засідання комітетів, круглі столи, семінари, конференції).

Під час стажування у підрозділах Верховної Ради України, центральних органів виконавчої влади та місцевого самоврядування інтерни отримують неоціненний досвід роботи з висококваліфікованими фахівцями, консультантами, іншими штатними і позаштатними працівниками.

### Навчання
Організатори Програми стажування у Верховній Раді України, центральних органах виконавчої влади та місцевого самоврядування приділяють особливу увагу підвищенню кваліфікації, професійного рівня інтернів, розвитку їхньої правової та політологічної освіти. З цією метою протягом стажування проводяться навчальні курси, тренінги тощо, а до викладання залучаються висококваліфіковані лектори. 
Протягом Організаційного тижня, що передує безпосередньому стажуванню у підрозділах Верховної Ради України, центральних органів виконавчої влади та місцевого самоврядування інтерни слухають курси та відвідують тренінги: 
1. Основи законодавчого процесу і Регламенту Верховної Ради.
2. Головні елементи процесу прийняття проєктів законів.
3. Особливості бюджетного процесу.
4. Розвиток міжособистісних комунікаційних навичок та робота в колективі.

Протягом стажування до уваги інтернів пропонуються різноманітні навчальні програми, серед яких: 
а) навчальні семінари з ґендерної політики (акцентують увагу учасників на ефективності врахування ґендерних підходів у бюджетній політиці і в процесі адаптації українського законодавства до вимог міжнародних організацій і договорів);
б) курс з аналізу державної політики (надає знання з теорії публічної адміністрації, аналізу державної політики та механізмів її впровадження, формують і розвивають навички написання аналітичних документів);
в) заняття із техніки законотворення (поглиблює знання та практичні навички учасників з таких питань законотворчої роботи:
- засади нормативної діяльності;
- основи нормотворчої техніки;
- структура закону;
- загальні вимоги до мови закону;
- нормативні дефініції в законодавстві).

На спеціальних заняттях інтерни вивчають Регламент Верховної Ради України, дипломатичний протокол, норми культури українського мовлення тощо. 
Загалом навчальна частина Програми стажування сприяє набуттю інтернами навичок ефективної роботи в органах державної влади, швидкому та успішному вирішенню актуальних суспільно-політичних проблем.

### Розвиток лідерського потенціалу
Серед пріоритетів Програми стажування – підвищення рівня політичної культури інтернів, підготовка молодих фахівців до майбутнього лідерства. З цією метою організовуються зустрічі інтернів з відомими політичними та громадськими діячами України, представниками міжнародних організацій, випускниками Програми, які вже досягли значних успіхів. Під час цих зустрічей інтерни мають унікальну можливість обмінятися думками і поставити питання запрошеним гостям.
У різні роки гостями Програми стажування були українські політики: Віктор Ющенко, Олександр Зінченко, Юлія Тимошенко, Микола Томенко, Анатолій Гриценко, Андрій Шевченко, Ганна Герман, Тарас Чорновіл, Олександр Мороз, Степан Гавриш, Петро Симоненко; представники Конгресу США, посольства США та USAID: Марсі Каптур і Боб Шеффер, Марі Йованович, Крістофер Краулі, Карен Хілліард, Ерл Гаст, Джон Гербст тощо.

### Дозвілля
У рамках Програми стажування у Верховній Раді України та центральних органах виконавчої влади проходять екскурсії до музеїв та державних установ Києва, зокрема інтерни відвідують музей Національного банку України «Скарби України», Конституційний Суд України, Київську міську державну адміністрацію тощо. 
Для активного спілкування інтернів між собою, а також для знайомства з випускниками Програми минулих років кожного року відбуваються урочисті зустрічі, на яких гості отримують можливість не тільки здобути нові знайомства, а й обмінятися думками і досвідом, зав’язати професійні контакти.

## Структура та керівництво
Органами управління ГО “Ліга інтернів” є:
- Загальні збори
- Голова Правління
- Правління
- Директор
- Наглядова рада

## Випускники
За 26 років існування у Програмі взяло участь більше 2000 молодих, активних та перспективних людей з усієї України. 
Свого часу учасниками Програма парламентського стажування стали відомі та впливові діячі сучасного суспільного-політичного, культурного життя, безпосередні учасники законодавчого процесу:
- Степан Барна — політик та громадський діяч, народний депутат України 8-го скликання (2014—2015), голова Тернопільської ОДА (2015—2019), інтерн 2002—2003 рр.
- Павло Булгак — радник Міністра молоді та спорту України Ігоря Жданова (2015—2019), з вересня 2019 року радник Заступниці Голови Верховної Ради України Олени Кондратюк[8], інтерн 2004—2005 рр.
- Валентин Гладких — державний службовець, політичний технолог, головний консультант Апарату Верховної Ради України (2002—2016), політичний експерт громадської організації «Слово і Діло» і аналітичної групи «Левіафан»[9], кандидат філософських наук, інтерн 2001–2002 рр.
- Віталій Гордуз — медіа-менеджер, генеральний директор холдингу KP Media[10], віце-президент з питань фінансів та правових питань Київської школи економіки[11], інтерн 1995—1996 рр.
- Дмитро Горєвой — релігієзнавець, директор громадської організації «Центр релігійної безпеки», керівник проєктів та програм Інституту релігії та суспільства Українського католицького університету, ведучий-аналітик програми «Детектор. Релігії» на YouTube-каналі «ДетекторUA» у 2020—2022 рр., інтерн 2015—2016 рр.
- Олексій Жмеренецький — політик, громадський діяч і публіцист, експерт з питань інноваційного розвитку суспільства, народний депутат України 9-го скликання (фракція «Слуга народу»), інтерн 2009—2010 рр.
- Валерій Карпунцов — правник та політик, народний депутат України 7-го (2012—2014) (фракція «УДАР») та 8-го скликань (2016—2019) (фракція «БПП»), голова правління громадської організації «Ліга інтернів» (2018—2024), інтерн 1999—2000 рр.
- Олена Костинюк — політологиня, комунікаційниця, державний службовець, керівниця Освітнього центру Верховної Ради України (2022—2025), інтернка 2019 року[12].
- Данило Лубківський — громадський діяч, дипломат, заступник Міністра закордонних справ України (березень-грудень 2014), голова Національної комісії України у справах ЮНЕСКО (2014—2015), інтерн 1996—1997 рр.
- Юрій Лубкович (1989—2023) — громадсько-політичний діяч, державний секретар Міністерства внутрішніх справ (2021[13]—2023), інтерн 2010—2011 рр. Загинув 18 січня 2023 року внаслідок авіакатастрофи в Броварах[14].
- Андрій Магера — правник, член Центральної виборчої комісії (2004—2018), заступник Голови ЦВК (2007—2018), інтерн 1997—1998 рр.
- Андрій Мельник — дипломат, генеральний консул України в Гамбурзі (2007—2012), заступник Міністра Кабінету Міністрів (2014) та Міністра закордонних справ України (2022—2023), Надзвичайний і Повноважний Посол України в Німеччині (2014—2022)[15][16] та Бразилії з 20 червня 2023 року[17], повний кавалер ордена «За заслуги», інтерн 1995—1996 рр[18].
- Микола Мельник — політолог, засновник аналітичної групи «Левіафан»[19], учасник російсько-української війни у складі добровольчого підрозділу, лицар ордену Богдана Хмельницького ІІІ ступеня, голова правління громадської організації «Ліга інтернів» з 2024 року[20], інтерн 2011—2012 рр.
- Аліна Михайлова — парамедик-доброволець та громадська діячка, депутатка Київської міської ради 9-го скликання (фракція «Голос»), інтернка 2020 року[21].
- Вадим Міський — громадський діяч, фахівець у галузі адвокації[22] та медіа, секретар Наглядової ради Національної суспільної телерадіокомпанії України. Лауреат Премії Кабінету Міністрів за особливі досягнення молоді у розбудові України (2018)[23], інтерн 2012—2013 рр.
- Василь Мокан — політолог, народний депутат України 9-го скликання (фракція «Слуга народу»), постійний Представник КМУ у Верховній Раді[24], інтерн 2011—2012 рр.
- Володимир Омелян — дипломат, міністр інфраструктури України (2016—2019), праонук класика української літератури Богдана Лепкого, інтерн 1999—2000 рр[25].
- Павло Пинзеник — народний депутат України 8-го скликання від партії «Народний фронт» (2014—2019), перший заступник голови Комітету Верховної Ради України з питань Регламенту та організації роботи Верховної Ради України, інтерн 1997—1998 рр.
- Олександр Поліводський (1973—2023) — юрист, кандидат юридичних наук, молодший сержант, кавалер ордена «За мужність» III ступеня, учасник російсько-української війни, інтерн 1995—1996 рр.
- Ігор Приянчук — радник Віце-прем’єр міністра України Григорія Немирі (2008—2010), інтерн 1996—1997 рр.
- Тарас Притула — начальник управління міжнародного співробітництва Рахункової палати України, голова правління громадської організації «Ліга інтернів» (2011—2018), інтерн 1998—1999 рр.
- Марія Савіна — виконавча директорка громадської організації «Ліга інтернів», експертка з питань парламентської освіти і залучення громадян Офісу парламентської реформи ПРООН[26], інтернка 2010—2011 рр.
- Остап Семерак — політик, народний депутат України 6-го (2007—2012) (фракція «Блоку Юлії Тимошенко») і 8-го (2014—2019) скликань (фракція «Народний фронт»). Міністр Кабінету Міністрів України в уряді Арсенія Яценюка з 27 лютого по 2 грудня 2014 року, інтерн 1995—1996 рр.
- Ростислав Семків — письменник, літературознавець, літературний критик, перекладач, видавець, доцент Національного університету «Києво-Могилянська Академія», інтерн 1999—2000 рр.
- Кирило Сидорчук — юрист, експерт з адвокації у сфері захисту прав людини та розвитку громадянського суспільства, адвокаційний менеджер громадської організації «Transparency International Ukraine» (2020—2023)[27], старший викладач Києво-Могилянської школи врядування імені Андрія Мелешевича з 2021 року[28], інтерн 2015—2016 рр[29].
- Денис Соболь — веслувальник, майстер спорту України міжнародного класу. Бронзовий призер літніх Паралімпійських ігор 2012 року[30], державний експерт експертної групи з питань реформування системи охорони здоров'я Міністерства охорони здоров'я України (2018—2020), учасник російсько-української війни, інтерн 2018 року.
- Ольга Совгиря — юристка, політична діячка, народна депутатка України 9-го скликання (фракція «Слуга народу»), постійна представниця Верховної Ради України у Конституційному Суді України (2019—2022)[31], суддя Конституційного Суду України (з 2022 року)[32], інтернка 2000—2001 рр.
- Іван Сопіга — державний секретар Міністерства оборони України з 15 квітня 2025 року[33], інтерн Програми стажування в Адміністрації Президента 2016 року.
- Ігор Стамбол — історик і письменник, кандидат історичних наук, доцент Інституту журналістики Київського університету імені Бориса Грінченка[34], інтерн 2018 року.
- Таміла Ташева — кримськотатарська правозахисниця, громадська діячка, волонтерка. Співзасновниця громадської організації «КримSOS». Постійний Представник Президента України в Автономній Республіці Крим (2022—2024)[35][36], народна депутатка України 9-го скликання (фракція «Голос»)[37], інтернка 2007—2008 рр.
- Фархад Фархадов — заступник Міністра у справах ветеранів України (з 2024 року)[38], інтерн Секретаріату Президента України 2009—2010 рр[39].
- Тарас Шевченко — директор громадської організації «Центр демократії та верховенства права» (до квітня 2016 року — «Інститут Медіа Права») (2005—2020), заступник Міністра культури та інформаційної політики України (2020—2024), інтерн 1996—1997 рр.
- Любов Шпак — політична діячка, народна депутатка України 9-го скликання (фракція «Слуга народу»), інтернка 2001—2002 рр.
- Тетяна Шутяк (1996—2023) — юристка, заступниця керівника Патронатної служби Міністерства внутрішніх справ, інтернка 2018 року. Загинула 18 січня 2023 року внаслідок авіакатастрофи в Броварах[40].
- Єлизавета Ясько — політична діячка, політологиня, експертка з питань культури, народна депутатка України 9-го скликання (фракція «Слуга народу»), Голова української делегації у Парламентській асамблеї Ради Європи (2019—2021), інтернка 2011—2012 рр.